# Daniel Noboa
Daniel Roy Gilchrist Noboa Azín (Miami, 30 november 1987) is een Ecuadoriaans zakenman en politicus. Sinds 23 november 2023 is hij de president van Ecuador.

## Biografie
Daniel Noboa werd geboren in de Amerikaanse stad Miami, maar groeide op in Guayaquil. Hij is een zoon van politicus en zakenman Álvaro Noboa.
Terwijl Noboa bedrijfskunde studeerde in de Verenigde Staten, zette hij zijn eerste stappen in de Ecuadoriaanse politiek. Bij de Ecuadoriaanse parlementsverkiezingen van 2021 werd hij verkozen tot lid van het nationale parlement.

### President
In mei 2023 stelde Noboa zich verkiesbaar voor de vervroegde presidentsverkiezingen, die later dat jaar werden gehouden. Hij werd hierbij gesteund door zijn centrumlinkse partij Acción Democrática Nacional (ADN). Vooraf werden zijn kansen door alle peilingen laag ingeschat, maar in de eerste ronde, die op 20 augustus 2023 werd gehouden, zorgde Noboa voor een grote verrassing door achter de linkse Luisa González op de tweede plaats te eindigen. Zijn verkiezingscampagne draaide onder meer om het scheppen van werkgelegenheid en het terugdringen van het drugsgeweld in Ecuador.
In oktober 2023 wist Noboa in de tweede ronde van de presidentsverkiezingen zijn tegenstander González met 52% van de stemmen te verslaan. Hij werd hiermee verkozen tot president van Ecuador. Op 23 november 2023 nam hij het presidentschap over van Guillermo Lasso. Bij zijn aantreden was Noboa nog net 35 jaar oud en daarmee de jongste president van Ecuador sinds het eerste staatshoofd Juan José Flores in 1830, die destijds amper 30 was.
Hij werd herverkozen voor een nieuwe termijn van 4 jaar bij de presidentsverkiezingen van 2025, waarbij hij opnieuw González versloeg.